# 基山町
基山町（日语：／ Kiyama chō */?）是位於日本佐賀縣東部三養基郡轄下的町，與相鄰的鳥栖市、福岡縣小郡市、久留米市為共同的生活圈；由於有10%以上的居民通勤於福岡市，因此也被列入為 福岡都市圈的一部分。

## 歷史

### 年表
- 1889年4月1日：實施町村制，小倉村、長野村、園部村、宮浦村合併為基山村，屬於基肄郡。[1]
- 1896年3月26日：基肄郡合併為三養基郡。
- 1939年1月1日：改制為基山町。

## 交通

### 鐵路
- 九州旅客鐵道
  - 鹿兒島本線：櫸木台車站 - 基山車站
- 甘木鐵道
  - 甘木線：基山車站 - 立野車站

### 道路
高速道路
- 九州自動車道：基山休息區

## 觀光資源
- 基肄城遺跡
- 荒穗神社：延喜式內社

## 教育

### 高等學校
- 東明館高等學校

## 本地出身之名人
- 內山正博：前職業棒球選手
- 原泰久：漫畫家
- 長野久義：棒球選手

## 外部連結
- （日語） 基山町立圖書館、資料館 （页面存档备份，存于）
- （日語） 基山町觀光協會[永久]
- （日語） 基山町商工會 （页面存档备份，存于）